# 23013 Carolsmyth
23013 Carolsmyth (1999 VP168) là một tiểu hành tinh vành đai chính được phát hiện ngày 14 tháng 11 năm 1999 bởi nhóm nghiên cứu tiểu hành tinh gần Trái Đất phòng thí nghiệm Lincoln ở Socorro.